# Down (Blink-182)
Down è un singolo del gruppo musicale statunitense Blink-182, il terzo estratto dal quinto album in studio Blink-182 e pubblicato il 22 giugno 2004.

## Il brano
Secondo il chitarrista e cantante Tom DeLonge, la canzone proviene da un'immagine che aveva in testa di una ragazza e un ragazzo in un'automobile mentre all'esterno piove (da qui "giù, giù, giù, giù" nel ritornello) e di quanto il ragazzo desideri baciarla e farla rimanere. Si è inoltre detto che la canzone è una sorta di "ode" per l'ex fidanzata del bassista e cantante Mark Hoppus dopo la rottura con la quale ha incontrato l'attuale moglie.
Down è stata inoltre proposta dal vivo dagli Angels & Airwaves (gruppo fondato da DeLonge) durante alcuni loro concerti.

## Video musicale
Nel videoclip la band suona mentre si tiene una festa nel giardino di una casa. Uno dei partecipanti è tuttavia costretto alla fuga dall'arrivo della polizia, guidata dall'agente interpretato dall'attore Terry Crews, per poi trovare rifugio in casa di amici.

## Tracce
CD singolo (Australia)
1. Down
2. I Miss You (James Guthrie Mix)
3. Down (Video)

CD singolo (Regno Unito)
1. Down (Album Version) - 3:14
2. Down (T.L.A. Arrangement) - 3:40
3. Down (Video) - 3:21
4. Behind The Scenes (Video) - 5:00

## Formazione
- Mark Hoppus – voce, basso
- Tom DeLonge – voce, chitarra
- Travis Barker – batteria